# Thelypteris frigida
Thelypteris frigida là một loài thực vật có mạch trong họ Thelypteridaceae. Loài này được (H. Christ) A.R. Sm. & Lellinger miêu tả khoa học đầu tiên năm 1985.